# Barcin
Barcin est une ville de la Voïvodie de Couïavie-Poméranie en Pologne.
- Bydgoszcz – 35 km
- Inowrocław – 27 km
- Toruń – 50 km
- Żnin – 16 km
- Poznań – 103 km

## Histoire
De 1818 à 1920, Bartschin fait partie de l'arrondissement de Schubin dans le district de Bromberg au sein de la province de Posnanie.